# Форест (Вирџинија)
Форест (енгл. Forest) насељено је место без административног статуса у америчкој савезној држави Вирџинија.

## Демографија
По попису из 2010. године број становника је 9.106, што је 1.1 (13,7%) становника више него 2000. године.
| Група             | 2000.         | 2010.         |
| Белци             | 7.294 (91,1%) | 7.818 (85,9%) |
| Афроамериканци    | 452 (5,6%)    | 652 (7,2%)    |
| Азијати           | 109 (1,4%)    | 277 (3,0%)    |
| Хиспаноамериканци | 76 (0,9%)     | 265 (2,9%)    |
| Укупно            | 8.006         | 9.106         |